# Munster
|  | Per a altres significats, vegeu «Munster (desambiguació)». |

Munster (gaèlic irlandès, An Mhumhain [ənˈvuːnʲ]) és la més meridional de les províncies històriques d'Irlanda. És formada pels sis comtats de Clare, Cork, Kerry, Limerick, Tipperary i Waterford. La població censada el 2002 era d'1.101.266 habitants.

## Etimologia
El nom de la província deriva de la deessa celta Muma.

## Divisió administrativa
La província es divideix en 7 comtats i tres ciutats.
| Comtat/Ciutat       | Població  | Area (km²) |
| ------------------- | --------- | ---------- |
| Comtat de Clare     | 117.196   | 3.450      |
| Comtat de Cork      | 399,802   | 7.500      |
| ciutat de Cork      | 119.230   |            |
| Comtat de Kerry     | 145.502   | 4.807      |
| Comtat de Limerick  | 134.703   | 2.756      |
| ciutat de Limerick  | 57.106    |            |
| Tipperary Nord      | 70.322    | 2.024      |
| Tipperary Sud       | 88.432    | 2.281      |
| Comtat de Waterford | 67.063    | 1.857      |
| ciutat de Waterford | 46.732    |            |
| Total               | 1.246.088 | 24.675     |

## Àrees urbanes
Per ordre de població (Dades del cens de 2011; àrees urbanes amb més de 10.000 habitants):
- Cork (198.582)
- Limerick (91.454)
- Waterford (51.519)
- Ennis (25.360)
- Tralee (23.693)
- Clonmel (17.908)
- Carrigaline (14.775)
- Killarney (14.219)
- Cobh (12.347)
- Midleton (12.001)
- Mallow (11.605)
- Tramore (10.328)

Àrees urbanes de 5.000-10.000
- Nenagh (9,891)
- Shannon (9,673)
- Dungarvan (9,427)
- Thurles (9,229)
- Youghal (8,192)
- Newcastle West (7,098)
- Fermoy (7,031)
- Carrigtwohill (6,665)

- Tipperary (6,510)
- Bandon (6,640)
- Carrick-on-Suir (6,387)
- Roscrea (6,318)
- Monkstown (6,129)
- Clonakilty (5,793)
- Listowel (5,772)
- Blarney (5,310)
- Mitchelstown (5,059)

## Història
A començaments de l'era cristiana estava dominat pels Iverni i els llegendari Clanna Dedad liderats per Cú Roí als qui pertanyia Conaire Mór. Durant l'alta edat mitjana la major part de l'àrea formava part del Regne de Munster governat per la dinastia Eóganachta, successora dels poderosos senyors del segle VII Dáirine i Corcu Loígde, potser a partir de la notable carrera de Faílbe Flann mac Áedo Duib. Els darrers governants Eóganachta que governaren la major part d'Irlanda foren Cathal mac Finguine i Feidlimid mac Cremthanin. Importants regnes d'aquella època foren Iarmuman (West Munster), Osraige (Ossory), Uí Liatháin, Uí Fidgenti, Éile, Múscraige, Ciarraige Luachra, Corcu Duibne, Corcu Baiscinn, i Déisi Muman.
Cap al segle IX s'incorporaren al país els vikings, qui hi fundaren les ciutats de Cork, Waterford i Limerick, que formaren un regne propi sota la dinastia d'Ivar, que intentà en va conquerir tot Munster durant el segle següent. Durant el segle X sorgiren els Dalcassians (potser descendent dels Mairtine,una secció dels Iverni/Érainn), que s'havien annexat Thomond, al nord del Shannon a Munster. Els seus líders foren els antecessors dels O'Brien i expulsaren Brian Bóruma, el més destacat Gran rei d'Irlanda, i molts dels seus descendents foren Grans reis. Pel 1118 Munster era fracturat entre el Regne de Thomond dels O'Brien, el Regne de Desmond sota els MacCarthy (Eóganachta), i el petit Regne d'Ormond sota els O'Kennedys (també dalcassians). Les tres corones de la bandera de Munster representen aquests tres regnes.
En 1841, just abans de la gran fam, hi havia gairebé 3 milions de persones vivint a la província de Munster, però la població va disminuir radicalment a causa de l'emigració que va començar l'any 1840 i va continuar fins als anys 80.
Durant 30 dies en la guerra civil irlandesa, la província de Munster es va declarar independent de l'estat lliure irlandès i va establir la República de Munster, oposant-se a l'acceptació del tractat Anglo-Irlandès. La república de Munster estava destinada a durar poc temps i va ser sotmesa posteriorment per les forces armades de l'Estat Lliure Irlandès. Dirigents irlandesos com Mícheál Ó Coileáin i Daniel O'Connell eren descendents de l'antiga noblesa de Munster.

## Situació de l'irlandès
La llengua irlandesa es parla com a primera llengua a les Gaeltachtaí (àrees de parla irlandesa);
- a l'oest de Kerry (Corce Dhuibhne).
- al sud de Kerry (Uíbh Ráthach).
- a l'oest de Cork (Múscraí).
- al sud-oest de Cork (Oileán Cléire).
- al sud-oest de Waterford (Gaeltacht na Rinne o Gaeltacht na nDeise).

Hi ha 35.000 parlants d'irlandès a Munster amb 9.737 parlants nadius a les Gaeltacht de Cork, Kerry i Waterford. Endemés uns 12.219 alumnes van a les 46 Gaelscoils (primàries en irlandès) i 22 Gaelcholáiste (secundàries en irlandès) arreu de la província. Segons el cens irlandès de 2011 hi ha 13.193 parlants habituals fora del sistema educatiu de la província.
La llengua irlandesa a Munster, com la resta d'Irlanda, també està augmentant fora de la Gaeltacht. En els últims trenta anys, hi ha hagut un augment gran en la quantitat de Gaelscoileanna (escoles d'idiomes irlandeses) de fora del Gaeltacht. Com a Dublín i a Belfast, ara hi ha una mini “ciutat urbana” de Gaeltacht dins de Cork.